# A Keg Full of Dynamite
A Keg Full of Dynamite – pierwszy album koncertowy doom metalowego zespołu Pentagram wydany w 2003 roku przez wytwórnię Black Widow Records.

## Lista utworów
1. „Livin' in a Ram's Head” – 2:15
2. „Much Too Young to Know” – 3:02
3. „When the Screams Come” – 4:28
4. „Madman” – 4:12
5. „Mad Dog” – 2:37
6. „Review Your Choices” – 3:32
7. „Day of Reckoning” – 2:47
8. „20 Buck Spin” – 5:58
9. „Earth Flight” – 3:39
10. „When the Screams Come” – 4:14
11. „Livin' in a Ram's Head” – 2:55

## Twórcy
Pentagram w składzie
- Bobby Liebling – śpiew
- Richard Kueht – gitara
- Paul Trowbridge – gitara
- Martin Swaney – gitara basowa
- Joe Hasselvander – perkusja